# 切爾尼什夫卡
49°49′44″N 34°5′0″E / 49.82889°N 34.08333°E
切爾尼什夫卡（烏克蘭語：Чернишівка），是烏克蘭中部的村莊，隸屬波爾塔瓦州的米爾霍羅德區。該村處於戈夫特瓦河右岸，距離格里戈里夫希納和托夫斯捷1公里，海拔高度147米，2001年人口159。